# Владимир Танов
Владимир Спасов Танов е български партизанин, политически офицер, генерал-майор.

## Биография
Роден е в Пазарджик на 14 юли 1921 г. Член на РМС от 1934 г., а на БКП от 1942 г. Още като ученик в гимназията в родния си град е отговорник на РМС за 4 и 5 клас и член на гимназиалното ръководство. Завършва през 1940 г. и се записва като студент в София. Там става член на БОНСС.
От 1940 до 1943 г. е куриер между ЦК на БКП и РМС и Окръжния комитет на БКП в Пазарджик. След провала на ЦК на РМС през 1943 г. е арестуван и осъден на 1,5 години условно и освободен. През октомври 1943 г. е освободен и става секретар на ОК на РМС в Пазарджик. От февруари 1944 г. е партизанин и същевременно секретар на Окръжния комитет на РМС в Пазарджик. От септември 1944 до септември 1945 г. е секретар на Околийския комитет на РМС в родния си град.
Между септември 1945 и октомври 1947 г. е член на Областния комитет на БКП и секретар на Областния комитет на РМС. За един месец от октомври до ноември 1947 г. е член и завеждащ организационния отдел на ЦК на РМС. От ноември 1947 до януари 1949 г. е член на ЦК на ДСНМ и завеждащ неговия организационен отдел. След това до март 1950 г. е Член на бюрото на ЦК на ДСНМ, отговарящ за отделите „Работническа младеж“ и „младежки бригади“. В периода март 1950-март 1951 г. е секретар на ЦК на ДСНМ, наблюдаващ отделите „Организационен“, „Кадри“, „Финансово-домакински“.
Между април 1951 и февруари 1952 г. е завеждащ отдел „Кадри“ в Главното политическо управление при Министерството на народната отбрана. От февруари 1952 г. е началник на Главното политическо управление. През 1954 г. е изпратен да учи 5 години във Военнополитическата академия в Москва. След като се завръща, е назначен за заместник-началник на ГлПУНА по пропагандата и агитацията. По-късно е началник на Военното издателство.
В средата на 1960-те години е заместник-председател на Комитета за държавен и партиен контрол. От 8 октомври 1962 г. е член на Военния съвет на Граничните войски.